# دوران درة (همت أباد)
دوران درة (بالفارسية: دوران‌دره) هي مستوطنة تقع في إيران في قسم همت أباد الريفي. يقدر عدد سكانها بـ 24 نسمة .